# Balzac (musikgrupp)
Balzac är ett japanskt horrorpunkband som bildades 1992 i Osaka. De anses av många vara den japanska motsvarigheten till det amerikanska horrorpunkbandet The Misfits.[källa behövs]

## Medlemmar
- Hirosuke, sång (1992-)
- Atsushi, gitarr (1993-)
- Akio, bas (1997-)
- Takiyuki, trummor (2002-)

## Diskografi
- Deep Blue: Chaos from Darkism II (2006)
- Deep Blue: Chaos from Darkism (amerikansk utgåva 2007)